# Lớp ozon

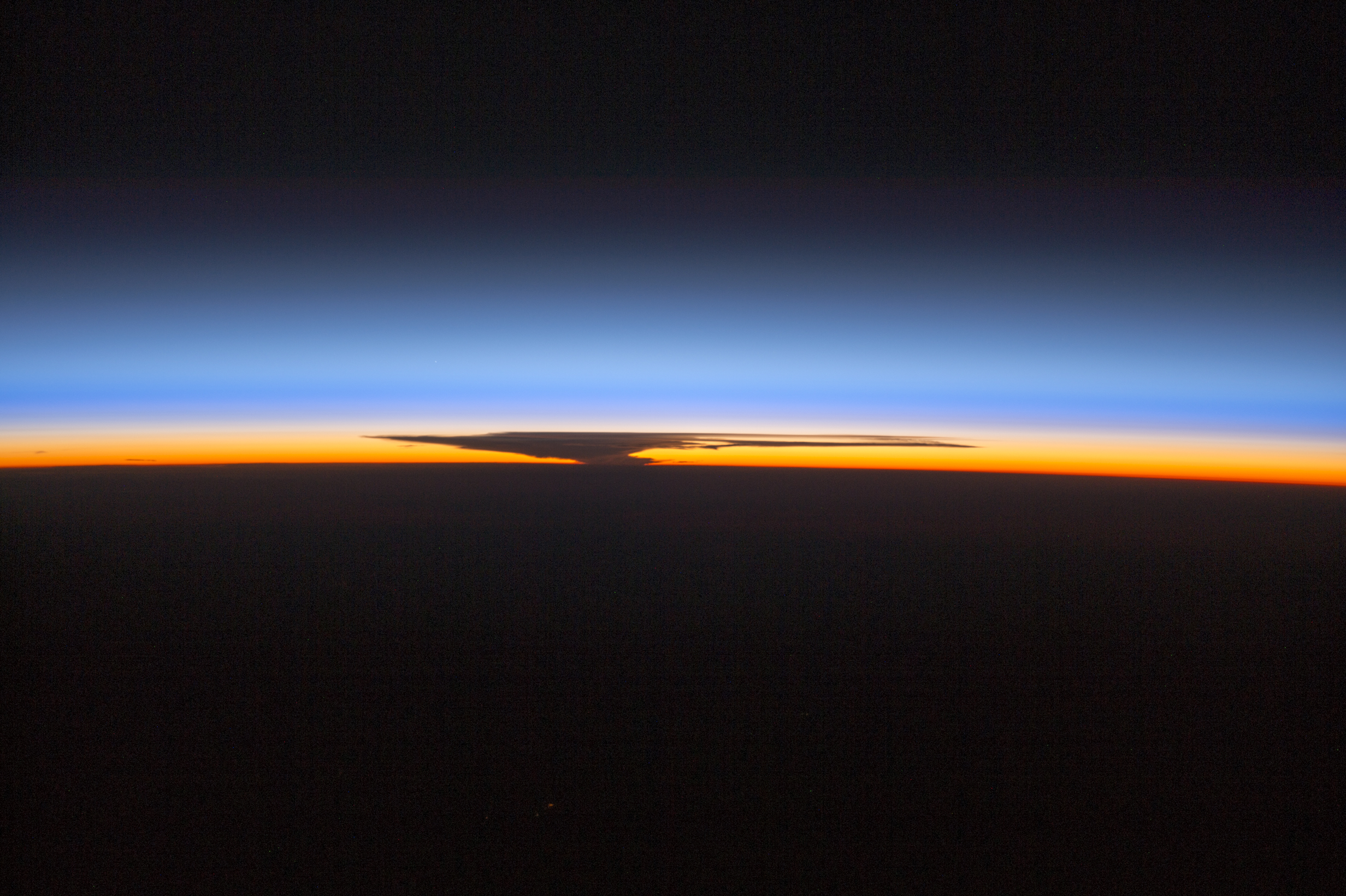
Tầng ozon nhìn từ không gian ở đường chân trời của Trái Đất.

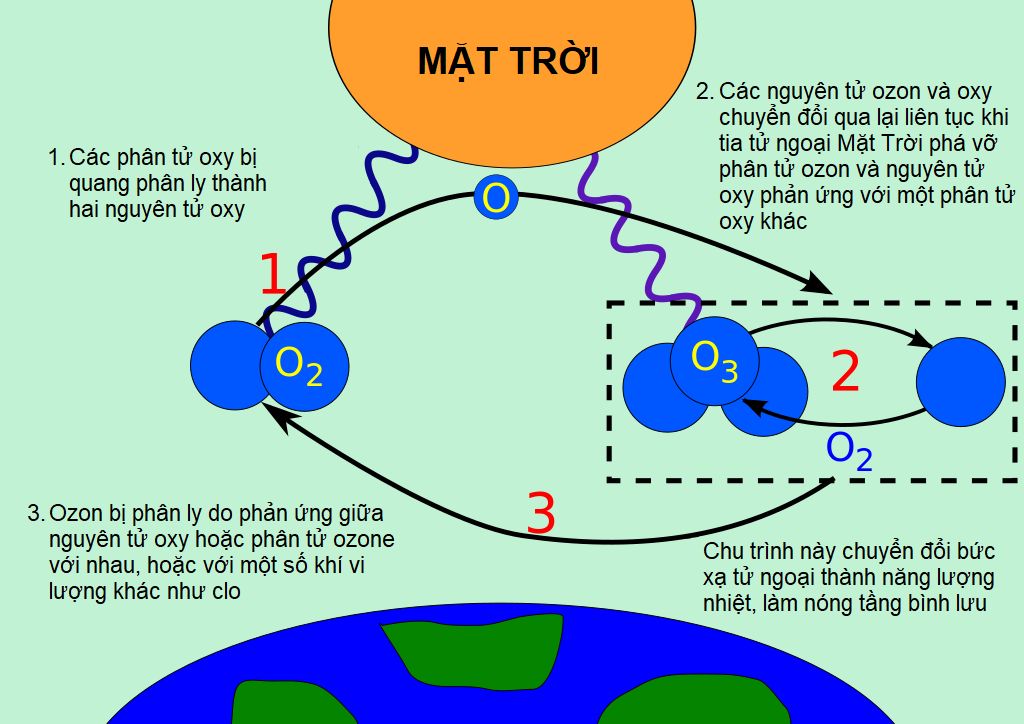
Chu trình ozon-oxy ở tầng ozon

Tầng ozon hoặc lá chắn ozon là một khu vực trong tầng bình lưu của Trái Đất, hấp thụ đến 99% các bức xạ cực tím của Mặt Trời. Nó chứa nồng độ ozon cao (O3) liên quan đến các phần khác của khí quyển, mặc dù vẫn còn nhỏ so với các loại khí khác trong tầng bình lưu. Tầng ozon chứa ít hơn 10 ppm (phần triệu) ozon, trong khi nồng độ ozon trung bình trong toàn bộ bầu khí quyển của Trái Đất là khoảng 0,3 ppm. Tầng ozon chủ yếu được tìm thấy ở phần dưới của tầng bình lưu, từ khoảng từ giữa 10 và 17 km đến 50 km tính từ mặt đất, mặc dù độ dày của nó thay đổi theo mùa và theo địa lý.
Tầng ozon được phát hiện vào năm 1913 bởi các nhà vật lý người Pháp Charles Fabry và Henri Buisson. Các phép đo của mặt trời cho thấy rằng bức xạ được phát ra từ bề mặt của nó và chạm tới mặt đất trên Trái Đất thường phù hợp với quang phổ của một vật thể màu đen với nhiệt độ trong khoảng 5.500–6.000 K (5.227–5.727 ℃), ngoại trừ việc không có bức xạ dưới bước sóng khoảng 310 nm ở đầu cực tím của phổ. Nó đã được suy luận rằng bức xạ bị mất đang được hấp thụ bởi một cái gì đó trong khí quyển. Cuối cùng, phổ của bức xạ bị thiếu chỉ phù hợp với một hóa chất duy nhất là ozon. Các tính chất của nó được khám phá chi tiết bởi nhà khí tượng học người Anh G. M. B. Dobson, người đã phát triển một máy đo quang phổ đơn giản (Dobsonmeter) có thể được sử dụng để đo ozon trong tầng bình lưu từ mặt đất. Từ năm 1928 đến 1958, Dobson đã thiết lập một mạng lưới các trạm theo dõi ozon trên toàn thế giới, tiếp tục hoạt động cho đến ngày nay. “Đơn vị Dobson”, một thước đo thuận tiện về số lượng ozon trong khí quyển, được đặt tên để vinh danh ông.
Tầng ozon hấp thụ 97 đến 99% ánh sáng cực tím tần số trung bình của Mặt trời (từ bước sóng khoảng 200 nm đến 315 nm), nếu không sẽ có khả năng làm ảnh hướng đến các dạng sinh vật sống tiếp xúc gần bề mặt.
Năm 1976, nghiên cứu khí quyển cho thấy tầng ozon đã bị các hóa chất được phát hành bởi ngành công nghiệp, chủ yếu là chlorofluorocarbons (CFC), làm cho cạn kiệt. Những lo ngại về việc tăng bức xạ UV do sự suy giảm ozon đe dọa sự sống trên Trái Đất, bao gồm ung thư da gia tăng ở người và các vấn đề sinh thái khác, dẫn đến việc cấm các hóa chất, và bằng chứng mới nhất là sự suy giảm ozon đã chậm lại hoặc chấm dứt. Đại hội đồng Liên Hợp Quốc đã chỉ định ngày 16 tháng 9 là Ngày quốc tế bảo tồn tầng ozon.
Sao Kim cũng có tầng ozon mỏng ở độ cao 100 km so với bề mặt hành tinh.